# Rielves
Rielves – gmina w Hiszpanii, w prowincji Toledo, w Kastylii-La Mancha, o powierzchni 32,83 km². W 2011 roku gmina liczyła 809 mieszkańców.